# 玛苏梅·埃卜特卡尔
玛苏梅·埃卜特卡尔（波斯語：معصومه ابتکار，1960年9月21日—），伊朗女性政治人物。1997年至2005年担任伊朗环境部部长兼伊朗副總統，成為1979年伊朗伊斯蘭革命以来伊朗内阁中的首位女性成员，也是伊朗历史上的第三位女性內閣成员。2013年到2017年，她再次出任環境部部長並兼任伊朗副總統。2017年8月9日起任伊朗妇女和家庭事务总裁兼伊朗副總統。2020年2月27日，正值2019冠狀病毒病疫情暴发，玛苏梅·埃卜特卡尔被确诊感染2019冠状病毒病。3月11日，她于推特上表示自己已经康复。

## 荣誉

### 外国勋章奖章
- 旭日大绶章（日本，2022年11月3日公布[5]）

## 外部連結
- Masumeh Ebtekar's Blog in English – Called "Persian Paradox" （页面存档备份，存于）
- Masumeh Ebtekar's Blog in Persian
- Masumeh Ebtekar's Researchgate Page